# Замок Штайн (Каринтія)
Замок Штайн (Камінь) (нім. Schloss Stein) збудований на 200 м скелі біля міста Деллах-ім-Драуталь землі Каринтія (Австрія).

## Історія

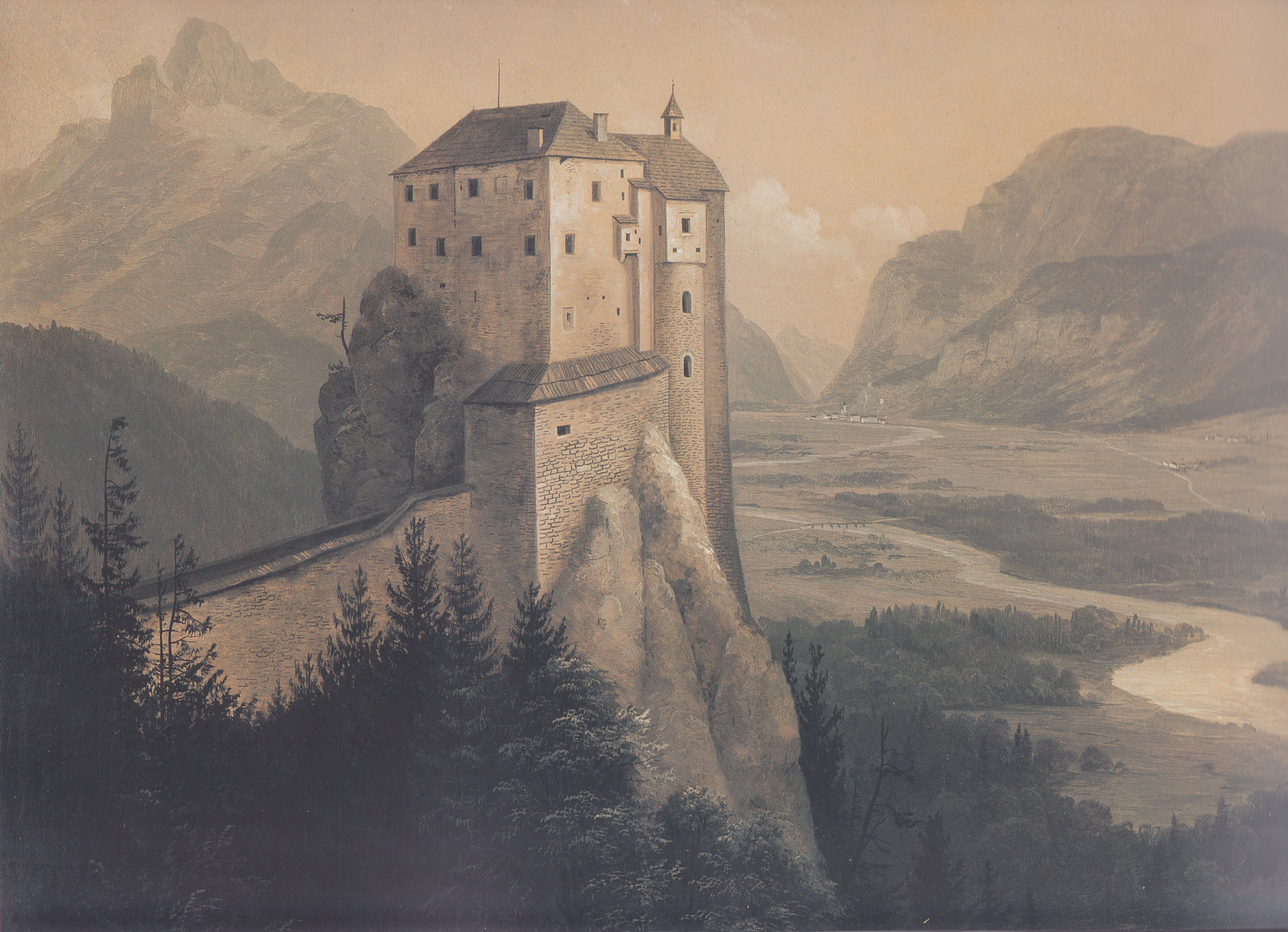
Картина Маркуса Пернгарта

Заснований у ХІІ ст., замок на 1190 належав Гайнріху де Лапіде — міністеріалу графів Ортенбургу. На XIII століття замок належав графам Горицької династії, у 1440 графам Ціллі, а 1456 Габсбургам. Імператор Максиміліан I надав 1500 замок регенту у графстві Гориця Віргілу фон Грабен. Від його сина Лукаса (нім. Lukas von Graben zum Stein) стали вживати титулу фон Грабен цум Штайн (нім. von Graben zum Stein).

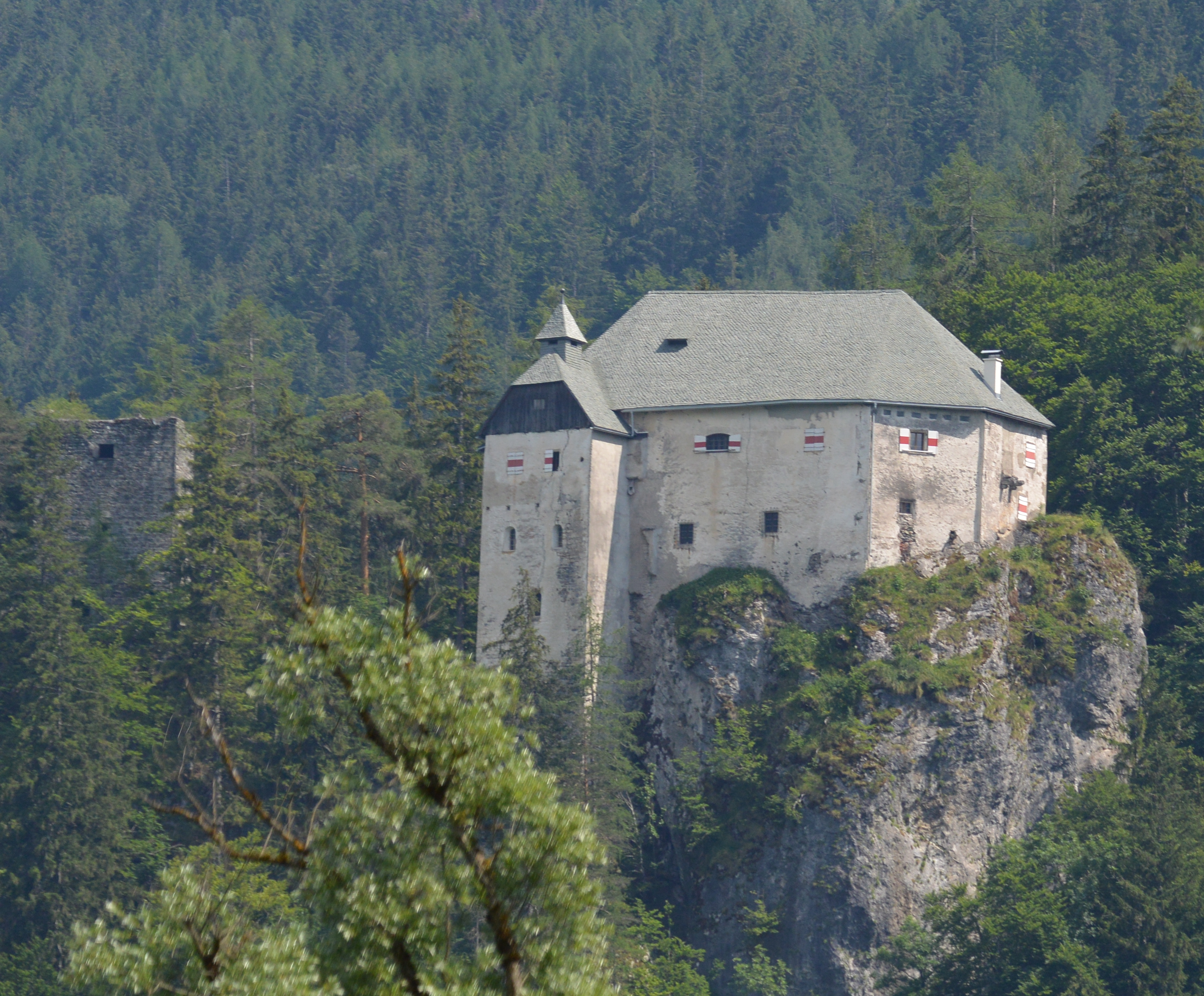
Замок Штайн (Камінь)

Після смерті Христофора Давида фон Грабен цум Штайн вигасла чоловіча лінія династії  фон Грабен цум Штайн (1664). На замку лежала значна заборгованість по сплаті податків. Розпочалась суперечка про право власності над замком Штайн поміж спадкоємцем Георга фон Грабен — сина Віргіла фон Грабен та родом фон Ламберг. Ганс Карл фон Грабен був двоюрідним братом покійного Христофора фон Грабен цум Штайн, але його вважали бастардом. Він склав повний родовід та зрозумів, що прямим нащадком є старший брат його батька Лукас, а фон Ламберги були родичі фон Грабен цум Штайнів по жіночій лінії. Тому замок Штайн повернувся у володіння ландграфів Каринтії. Ті передали його 1668 Бальтазару де Первеллісу (нім. Balthasar de Pervellis), а 1681 роду Орсіні-Розенберг (нім. Orsini-Rosenberg) панів фон Грабен (нім. Herren von Graben). Замок належить їхнім спадкоємцям і є закритим для відвідування.
У північного-східному наріжнику замку розміщена дві романські каплиці Св. Валентина і Св. Мартина, з'єднані з XV ст. через отвір у стелі (підлозі). У них зберігаються фрески тірольського пізньоготичного художника Сімона фон Тайстена .

## Виноски
- Schloss Stein  [Архівовано 6 жовтня 2014 у Wayback Machine.](нім.)
- Stein im Drautal [Архівовано 6 жовтня 2014 у Wayback Machine.](нім.)
- Замок Штайн [Архівовано 6 жовтня 2014 у Wayback Machine.](нім.)
- Замок Штайн на YouTube